# Айтаков, Недирбай
Недирба́й (Надырба́й) Айта́ков (1894 — 28 октября 1938) — туркменский общественный деятель. Советский партийный и государственный деятель.

## Биография
Родился в степи на полуострове Мангышлак, вблизи Александровского форта Закаспийской области, в семье рыбака.
Продвижение Красной Армии по территориям, населённым туркменами, и взятие Красноводска в феврале 1920 г. привели к установлению советской власти в регионе. С 1920 по 1921 Айтаков становится председателем аулсовета, а затем членом волостного Красноводского революционного комитета.
В 1921 г. Айтакова избирают делегатом уездного съезда советов, а также членом исполнительного комитета Красноводского уездного Совета, заведующим Красноводским уездным отделом социального обеспечения, с 1922 он становится председателем исполнительного комитета Красноводского городского Совета.
Вступил в РКП(б) в 1922 г. На сессии Центрального исполнительного комитета Туркестанской АССР избран заместителем председателя (1923 — 9 января 1924) и членом Президиума ЦИК Туркестанской АССР. 9 января 1924 г. Айтаков был утвержден председателем ЦИК Туркестанской АССР (входившей в то время в состав РСФСР) и работал на этой должности до 27 октября 1927 г.
С ноября 1924 по февраль 1925 года являлся председателем Революционного комитета Туркменистана, выполнявшего роль временного правительства. Когда завершилось формирование руководящих органов принятого в состав СССР Туркменистана, Айтаков был избран на должность председателя ЦИК Туркменской ССР (февраль 1925—июль 1937). Вследствие приобретения Туркменистаном статуса союзной республики, Айтаков был избран одним из председателей ЦИК СССР (21 мая 1925).
Арестован в Ашхабаде в ночь 21 на 22 июля 1937 года. Военная коллегия Верховного Суда СССР приговорила Айтакова к высшей мере наказания 28 октября 1938 г. по обвинению в шпионаже и организации заговора с целью отторгнуть Туркменистан от Советского Союза. Приговор был приведён в исполнение 28 октября 1938 г.
Реабилитирован Военной коллегией Верховного суда СССР 12 декабря 1956 г.

## Семья
Сыновья — Зелили Надырбаевич Айтаков (1931-2010), хирург-онколог, доктор медицинских наук и Эдуард Недырбаевич Айтаков (1931-2024), хирург-флеболог, кандидат медицинских наук.